# 大和北インターチェンジ
大和北インターチェンジ（やまときたインターチェンジ）は、福岡県柳川市大和町にある有明海沿岸道路（高田大和バイパス）のインターチェンジである。
佐賀方面出入口のみのハーフインターチェンジである。

## 歴史
- 2012年9月9日 : 大和南IC-徳益IC間開通に伴い供用開始

## 道路
- 有明海沿岸道路（高田大和バイパス）

## 接続する道路
- 福岡県道771号谷垣徳益線
- 福岡県道・佐賀県道18号大牟田川副線（間接接続）

## 周辺
- やまと競艇学校
- 柳川市役所 大和支所

## 隣
有明海沿岸道路（高田大和バイパス）
大和南IC - 大和北IC - 徳益IC